# Serjoža
Serjoža (rusky Серёжа) je řeka v Nižněnovgorodské oblasti v Rusku. Je 196 km dlouhá. Povodí má rozlohu 2 730 km².

## Průběh toku
Na horním a středním toku se v korytě řeky nacházejí krasové jevy. Ústí do řeky Ťošy (povodí Oky).

## Vodní režim
Převládajícím zdrojem vody jsou sněhové srážky. Průměrný roční průtok vody ve vzdálenosti 71 km od ústí činí 2,4 m³/s. Zamrzá v listopadu až na začátku prosince a rozmrzá v dubnu. Během rozmrzání dosahuje nejvyšších vodních stavů.

## Využití
Řeka je splavná pro vodáky.